# رولف فيلكه
رولف فيلكه Rolf Wilke (ولد في 19 يناير 1899 في شفينيمونده – بعد مايو 1965) هو كاتب ألماني.
اشترك كجندي في الحرب العالمية الأولى. ثم عمل بعد الحرب مدرسا ثم مدير مدرسة في بوزن في شرق بروسيا. عاش بعد الحرب العالمية الثانية كاتبا مستقلا في دونزن في نيدرزاكسن. ترأس كل من Weggefährten و دائرة شعراء دونزن Dünsener Dichterkreises.
1. ↑   https://kulturstiftung.org/personen/wilke-rolf. {{استشهاد ويب}}: |url= بحاجة لعنوان (مساعدة) والوسيط |title= غير موجود أو فارغ (من ويكي بيانات) (مساعدة)